# Tetranychus mcdanieli
Tetranychus mcdanieli är en spindeldjursart som beskrevs av McGregor 1931. Tetranychus mcdanieli ingår i släktet Tetranychus och familjen Tetranychidae. Inga underarter finns listade i Catalogue of Life.